# Corona del Mar
Corona del Mar è un quartiere di Newport Beach, in California. Esso comprende la zona delle San Joaquin Hills che si affaccia sul mare, ai confini meridionali della città. Immediatamente a sud di Corona del Mar si trova il Crystal Cove State Park, una distesa sabbiosa accessibile da tortuosi sentieri situati lungo le colline.
Fondata nei primi anni del ventesimo secolo, l'antica area di Corona era composta per lo più da case isolate di architettura varia, situate lungo la Pacific Coast Highway. Le nuove abitazioni, invece, ispirate principalmente ai classici ranch californiani, si affacciano direttamente sul mare, cosa che le rende molto costose.
Corona non possiede un vero e proprio governo municipale, godendo dei servizi della Città di Newport Beach, nel cui consiglio comunale è rappresentata.

## Dati demografici
Secondo il censimento del 2000, Corona del Mar ospita 13.407 persone e 10.842 famiglie. La densità della popolazione è di 1.997,8 ab./km². Le diverse razze comprendono l'88,9% di bianchi, lo 0,3% di afroamericani, lo 0,2% di nativi americani, il 5,1% di asiatici, lo 0,3% di isolani del Pacifico e l'1,1% da altre razze. Gli ispanici occupano il 5,9% della popolazione.
Il reddito medio delle cosiddette "unità familiari" (cioè gruppi non necessariamente legati da vincoli parentali) è di 100.080 $, mentre quello delle famiglie tradizionali è di 130.323 $. I maschi hanno un reddito di 99.000 $ contro i 52.355 $ delle femmine. Il reddito pro capite è invece di 76.704 $. Circa il 5,0% delle famiglie e il 3,8% della popolazione si trovano sotto la soglia di povertà.